# 돌턴 타겔라기
돌턴 에마니 마카마우 타겔라기(Dalton Emani Makamau Tagelagi, 1968년 6월 5일~)는 니우에의 정치인이자 2020년 6월부터 니우에의 총리 겸 외교장관을 맡고 있다.  2020년 6월 11일 니우에 의회에서 13표 중 7표로 총리로 선출되었다. 2023년 5월, 방한 계기 대한민국과의 수교 서명식에 참석하였다.

## 경력

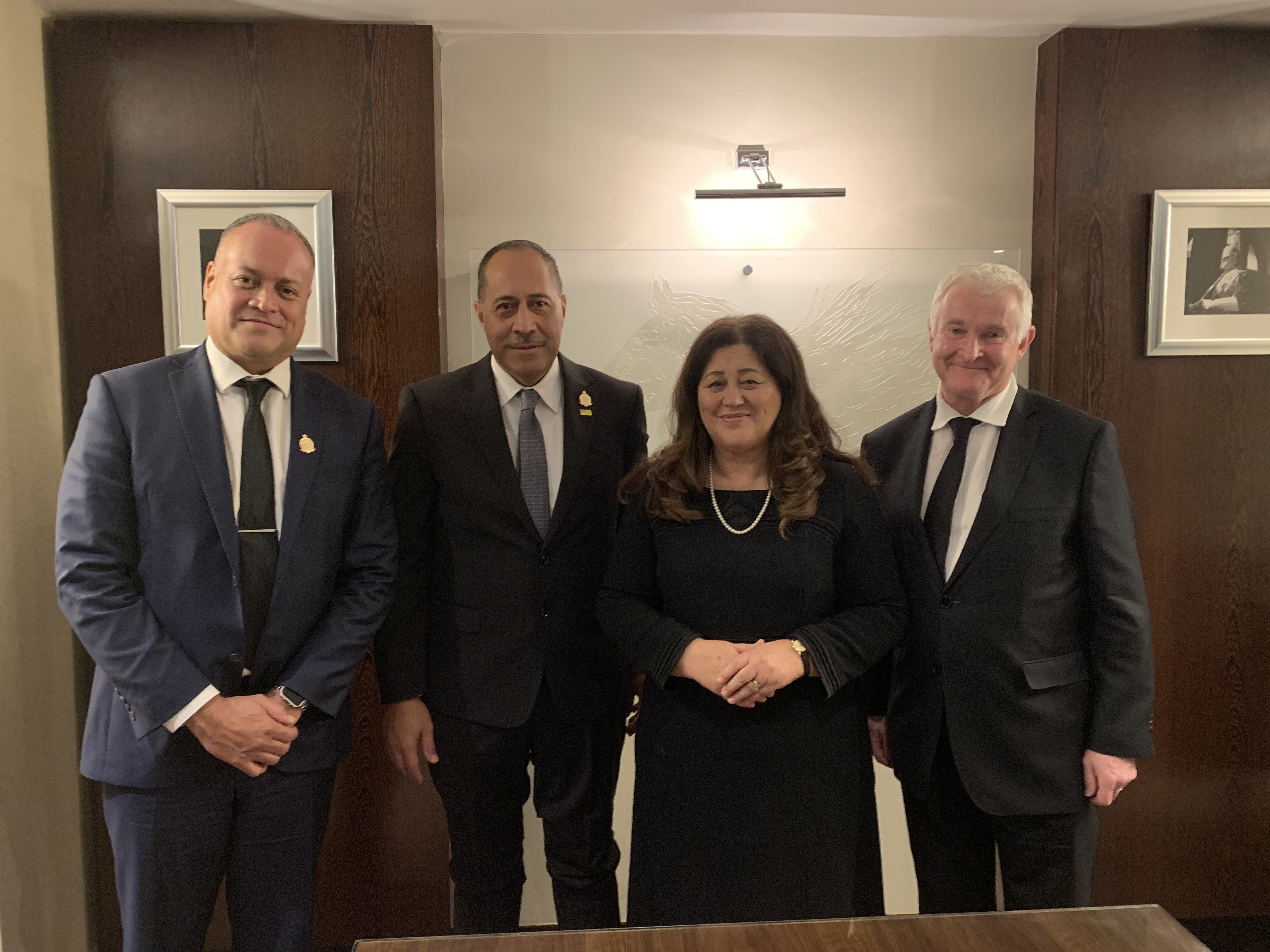
2022년 신디 키로 뉴질랜드 총독(왼쪽 세 번째)과

타글레기는 1976년부터 1993년까지 니우에 의회 의장을 지낸 삼 파타 에마니 타겔라기의 아들이기도 하다.
그는 2008년 총선에서 니우에 의회 의원으로 처음 선출되었다. 2014년 총선이 끝나고 그는 기반시설장관(Minister of Infrastructure)에 임명되었다. 그는 2017년 총선에서 재선에 성공하였고, 이후 환경, 천연자원, 농업, 임업 및 어업부 장관을 역임하였다. 환경부 장관 시절 그는 2019년 유엔 기후변화회의에서, 부유한 국가들이 더 큰 모범을 보일 것을 촉구하였다.
그는 2020년 총선에서 재선되었고, 이후 총리로 선출되었다. 코로나19 범유행 기간 니우에인들이 뉴질랜드로 여행할 수 있도록 일방통행 여행 허가를 협상하였다.
그는 2023년 선거에서 의회의원 무투표 재선되었다. 그는 이후 16대 4로 경쟁 후보 오러브 야콥센을 상대로 승리하여 재선에 성공하였다.
2023년 5월 29일, 서울에서 열린 한-태평양 도서국 정상회의 참석을 계기로 대한민국과 니우에간 수교 성명식에 참석하였다. 그는 박진 외교부 장관과의 서명식에서 "한국은 니우에의 오랜 친구이고 그동안 한국인들의 지원은 우리에게 도움이 되었다. 오늘 마침내 수교 공동성명에 서명해 이러한 파트너십을 더 확실히 하게 되었다"고 발언하였다.